# Wesertunnel Bremen
Der Wesertunnel Bremen ist ein seit 2019 im Bau befindliches Teilstück der A 281 zur Unterquerung der Weser. Der Tunnel wird eine Länge von 1095 Metern haben.

## Planungs- und Baugeschichte
Das Projekt wurde 2016 mit dem Bundesverkehrswegeplan 2030 in den vordringlichen Bedarf eingeordnet. Eine private Finanzierung des Projektes scheiterte, deshalb werden die Kosten für das Bauprojekt von 345 Millionen Euro zum größten Teil vom Bund getragen. Bremen beteiligt sich mit 1,2 Millionen Euro, die durch Mehrkosten bei der Verschiebung des Tunneleingangs zugunsten der Bewohner Seehausens entstanden.
Die Bauarbeiten zum neuen Wesertunnel begannen in der zweiten Januarwoche 2019. Zunächst werden bauvorbereitende Maßnahmen wie Rodungen und Abbrucharbeiten durchgeführt, sodass mit dem Baubeginn am eigentlichen Tunnel Ende 2020 gerechnet wurde. Zur Zeit (Anfang 2022) verzögert sich der Baubeginn weiterhin. Auf der Seehauser Seite wird mit einer Bauzeit von zweieinhalb Jahren kalkuliert. Die Eröffnung war für 2025 geplant.
Das Wohngebiet soll durch einen offiziell als „Baumassenausgleich“ deklarierten 7,5 Meter hohen Lärmschutzwall vor den Geräuschemissionen der Autobahn geschützt werden. Hierfür wird das bei den Bauarbeiten anfallende Erdreich verwendet. Im Juli 2019 wurden Leitungen verlegt, Rodungen vorgenommen und Baustellenzufahrten errichtet, außerdem wurde die Fläche hinsichtlich Kampfmitteln sondiert. Aufgrund einer Klage beim Ausschreibungsverfahren bezüglich der Bauüberwachung verzögert sich der eigentliche Baubeginn.
Die eigentlichen Bauarbeiten sollten im vierten Quartal 2020 beginnen. Nachdem im Juli 2023 trotz Kostensteigerungen der Bau vergeben wurde, wird mit einer Fertigstellung für Anfang 2029 geplant.

## Kosten
Im November 2020 wurde bekannt, dass die Kosten für den Bau von ursprünglich eingeplanten 345 Millionen Euro auf 475 Millionen Euro anstiegen. Ursache hierfür sei der Anstieg von Kosten im Straßenbau und die Verwendung des Absenkverfahrens. Allein die Räumung von Kampfmitteln koste 45 Millionen Euro.
Im Mai 2023 berichtete der Weser-Kurier, dass die Kosten für den Wesertunnel von zuletzt 384,95 Millionen Euro um rund 400 Millionen Euro auf 773,45 Millionen Euro steigen sollten. Die Schätzung berücksichtigte einen Anstieg der Baukosten bis 2028. Die DEGES hatte das Risiko bereits im Vorjahr angemeldet. Im Juli 2023 hatte die DEGES bestätigt, dass der Wesertunnel trotz der gestiegenen Baukosten gebaut werden soll. Der Auftrag wurde an ein Konsortium unter Führung von Wayss & Freytag Ingenieurbau AG vergeben.
Im Oktober 2023 stiegen die Kosten auf 965 Millionen Euro. DEGES rechnet mit weiteren Anstiegen.

## Technik
Der Wesertunnel soll als Absenktunnel realisiert werden, hierbei werden Trogbauwerke im Einschwimm- und Absenkverfahren in Position gebracht. Durch einen Einschwemmkanal, für den der Deich geöffnet wird, sollen die Tunnelelemente transportiert werden.

## Verkehrliche Bedeutung
Der Wesertunnel wird als Teil der A 281 eine zusätzliche Straßenverbindung (Eckverbindung) zwischen der autobahnähnlich ausgebauten B 75, die zur A 28 und A 1 führt, und der A 27 herstellen. Dadurch wird vor allem die bestehende Stadtautobahn Bremen (B 6) entlastet, die die Weser auf der Stephanibrücke quert. Zusammen mit einem geplanten bzw. im Bau befindlichen Teilstück der A 281 am Bremer Flughafen wird der Wesertunnel den Autobahnring um das Zentrum Bremens vervollständigen.
Im Ortsverkehr stellt der Wesertunnel eine direkte Verbindung der Industrie- und Hafengebiete an den beiden Weserufern im Stadtteil Häfen her. Profitieren werden von dem neuen Tunnel auch die Verbindungen zwischen Bremen-Nord auf der östlichen und dem südlichen Landkreis Wesermarsch auf der westlichen Flussseite. Die nächsten festen Weserquerungen waren hier bislang der Wesertunnel der B 437 im Norden sowie die Bremer Stephanibrücke im Süden, die rund 50 Flusskilometer auseinander liegen. Durch den neuen Wesertunnel wird dieser Abstand um rund 7 Kilometer verkleinert. Der Landkreis Wesermarsch sowie die Stadt Delmenhorst werden jedoch erst durch den geplanten Bau der B 212n zwischen Berne und der A 281 direkt an den Tunnel angebunden. Die B 212n ist im Bundesverkehrswegeplan 2030 auf niedersächsischem Gebiet als vordringlicher Bedarf und auf Bremer Gebiet als weiterer Bedarf mit Planungsrecht (WB*) eingestuft.
Es wird davon ausgegangen, dass im Jahr 2030 die mittlere Verkehrsstärke (DTV) des Tunnels 25.000 Kfz/24 Stunden bei einem Schwerlastanteil von 21 % beträgt.